# Cable Beach (Torndirrup-Nationalpark)
Cable Beach ist ein Sandstrand im Süden des australischen Bundesstaats Western Australia. Er liegt bei dem Ort Frenchman Bay auf der Torndirrup Peninsula innerhalb des Torndirrup-Nationalparks.
Der Strand ist 980 Meter lang und bis zu 70 Meter breit. Er öffnet sich in Richtung Süden. Der Strand besteht aus drei Teilen, die von Felsplattformen von einer Länge von 320 und 40 Metern voneinander getrennt werden.
Cable Beach ist als rauer und tückischer Küstenabschnitt bekannt, aufgrund dessen wird vom Schwimmen abgeraten. Cable Beach wird nicht von Rettungsschwimmern bewacht.